# Samnordisk runtextdatabas
Samnordisk runtextdatabas (SRD) är ett projekt vid Uppsala universitet startat 1 januari 1993. Projektets mål är att samla samtliga runinskriptioner såväl inom Norden som utanför i en gemensam databas för framtida forskning. Databasen används främst inom språkhistoria och runologi, både på universitet och bland amatörforskare.
Projektets databas finns fritt tillgänglig för nedladdning från Internet (se länkar nedan), med klientprogrammet Rundata för Microsoft Windows samt som textfiler (RTF).
Innehållet finns också direkt tillgängligt utan nedlastning genom söktjänsten Runor (se Externa länkar nedan).
Varje sten identifieras med ett signum (ID-nummer) som kan bestå av upp till tre delar. Första delen är en områdesbeteckning som anger varifrån inskriften kommer. För svenska inskrifter motsvarar detta en landskapsförkortning och för utomnordiska placeringar en landsförkortning (dock ej ISO 3166). 
Landskapsförkortning:
- Öl - Öland
- Ög - Östergötland
- Sö - Södermanland
- Sm - Småland
- Vg - Västergötland
- U - Uppland
- Vs - Västmanland
- Nä - Närke
- Vr - Värmland
- Gs - Gästrikland
- Hs - Hälsingland
- M - Medelpad
- Ån - Ångermanland
- D - Dalarna
- Hr - Härjedalen
- J - Jämtland
- Lp - Lappland
- Ds - Dalsland
- Bo - Bohuslän
- G - Gotland
- Sk - Skåne (även DR)
- Bl - Blekinge (även DR)
- Hal - Halland (även DR)

Landsförkortning:
- By - Bysans (Grekland och Turkiet)
- DR - Danmark (inklusive Skåne, Blekinge, Halland och Slesvig)
- DE - Tyskland (utom Slesvig)
- E - England
- F - Frankrike
- FI - Finland
- FR - Färöarna
- GR - Grönland
- IM - Isle of Man
- IR - Irland
- IS - Island
- IT - Italien
- LV - Lettland
- N - Norge
- NL - Nederländerna
- Or - Orkney
- PL - Polen
- RU - Ryssland
- Sc - Skottland
- Sh - Shetland
- UA - Ukraina

Andra delen av signumet består av ett löpnummer eller hänvisning till annan källa där inskriften behandlas. Tredje delen av signumet är ett tecken som anger om inskriften är urnordisk, medeltida eller vikingatida samt är försvunnen eller nytolkad.
- † - inskriften är försvunnen
- $ - nyläsning eller nytolkning
- M - inskriften är medeltida
- U - inskriften är urnordiska
- [Saknas M eller U så är inskriften vikingatida]

Således betyder till exempel U 88 att stenen finns i Uppland och att den har nummer 88. Systemet härstammar ursprungligen från skriftserien Sveriges runinskrifter.